# Akta i biblioteka Braci czeskich
Akta i biblioteka Braci Czeskich – dokumenty archiwalne i książki polskiej Jednoty Braci czeskich przechowywane w Archiwum Państwowym w Poznaniu, Bibliotece Raczyńskich w Poznaniu i Bibliotece Kórnickiej. W 2015 roku zostały wpisane przez UNESCO na listę Pamięć Świata.

## Historia

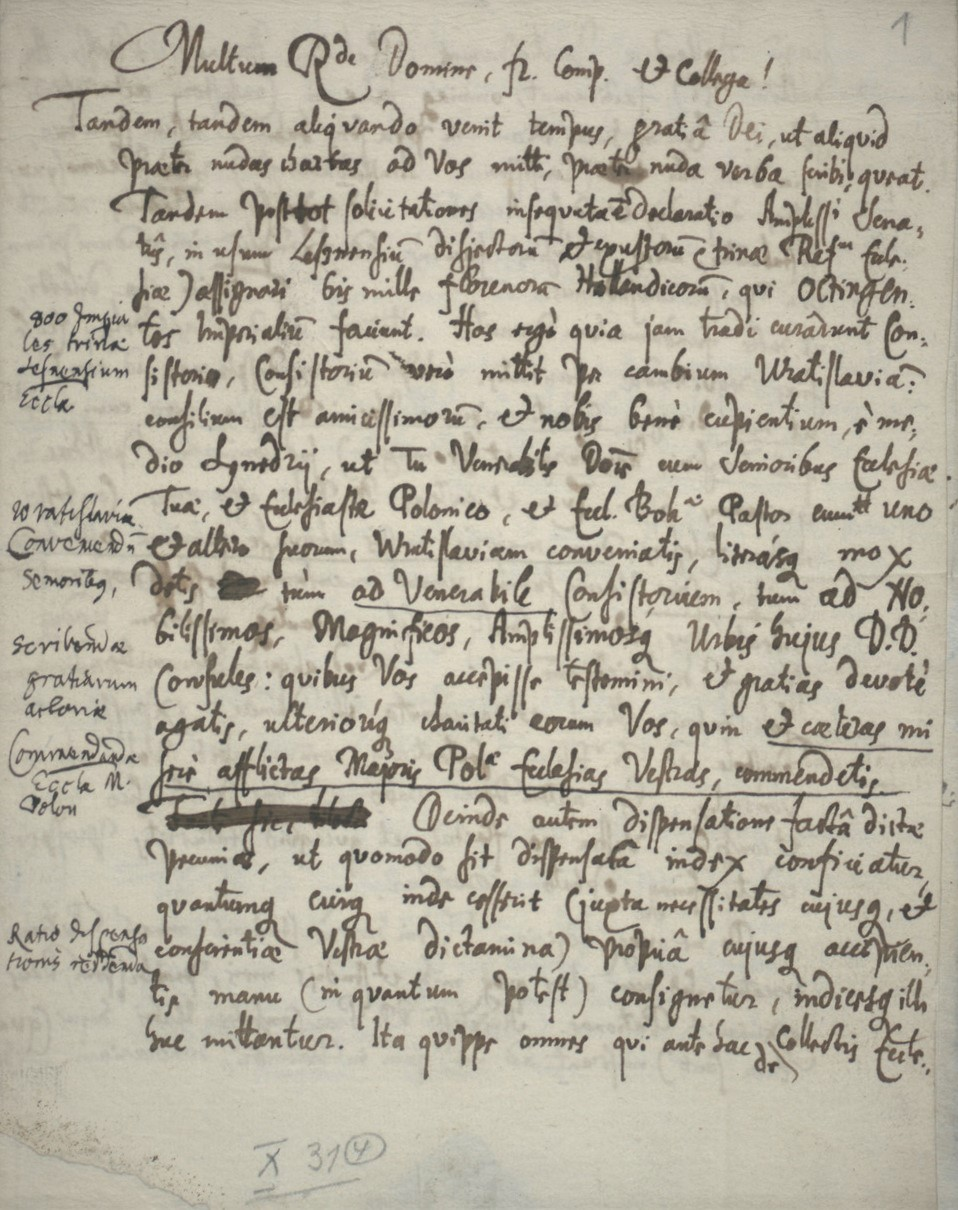
List Jana A. Komeńskiego z lutego 1657 roku z Zespołu Akt Braci Czeskich w Archiwum Państwowym w Poznaniu

W  latach 1557–1558 powstała polska Jednota, a na siedzibę seniora wybrano Ostroróg. Tam też sprowadzono z Czech potrzebne do działalności dokumenty. Gdy w 1628 roku w Lesznie osiedliło się około 1500 uchodźców z Czech i Moraw pod przewodnictwem Jana Amosa Komeńskiego, właśnie to miasto stało się główną siedzibą Braci czeskich. Około 1630 roku, po upadku zboru w Ostrorogu, zostało tam przeniesione również archiwum i biblioteka. Biblioteka powstała dzięki rodzinnym zbiorom podarowanym przez rodzinę Ostrorogów. Wzbogacana przez zakupy i dary wielkopolskiej szlachty, została połączona z biblioteką gimnazjum w Lesznie. Podczas potopu szwedzkiego, w 1656 roku, archiwum ewakuowano na Śląsk, co uchroniło je od spalenia. Niestety podczas pożaru spłonęło kilka tysięcy książek ze zbiorów bibliotecznych.
Archiwum umieszczono w Orsku, potem w Siedliskach, w 1658 roku przewieziono do Brzegu, by ostatecznie przenieść je do Wrocławia. Tu w 1717 roku pisarz Jednoty Christian Sitkowski uporządkował zgromadzone materiały dzieląc je na 39 fascykułów.
W 1720 roku część zbiorów przewieziono do Leszna, reszta roku została przewieziona do Berlina, gdzie Daniel Ernest Jabłoński na ich podstawie napisał monografię ugody sandomierskiej. Do Leszna wróciły w 1741 roku.
Do początku XIX wieku archiwum przetrwało w dobrym stanie, chronione przed nawiedzającymi miasto pożarami. Powiększało swoje zbiory, przejmując dokumenty z likwidowanych gmin oraz spadków po duchownych i świeckich członkach wspólnoty.
Po 1817 roku zarząd na archiwum przejął pastor i rada kościoła św. Jana w Lesznie. Niestety nie dbali oni o zachowanie w całości zgromadzonych materiałów. W latach 30. XIX wieku wypożyczono dokumenty Józefowi Łukaszewiczowi, który potrzebował ich między innymi do napisania książki O kościołach braci czeskich w dawnej Wielkiejpolsce. Nie wróciły one do Leszna, ale zostały przez Łukaszewicza przekazane do Biblioteki Raczyńskich w Poznaniu. Tam je oprawiono i przechowywano w 19 tomach. 
W 1849 roku rada kościoła sprzedała Muzeum Narodowemu w Pradze część dokumentów związanych z Janem Amosem Komeńskim. W 1881 roku w celu uporządkowania i skatalogowania zdeponowano część dokumentów w Archiwum Miejskim w Poznaniu.
W 1892 roku archiwum opieką otoczył nowy pastor Wilhelm Bickerich. W 1918 roku odzyskał część materiałów zdeponowanych w Archiwum w Poznaniu. Uzupełnił zbiory o fotokopie dokumentów dotyczących braci czeskich spoza Leszna. Ze sporządzonego przez niego katalogu wiemy, że biblioteka przed wybuchem II wojny światowej liczyła około 2 tysiące woluminów.
Archiwum i biblioteka przetrwały nienaruszone do 1944 roku. Wtedy Niemcy podjęli decyzję o ich ewakuacji. Zbiory zostały odnalezione w latach 50. XX wieku na terenie NRD w Evangelische Brüder-Unität Herrnhuter. Wróciły do Polski w 1961 roku. Wywiezione zbiory odnalazł pracownik Uniwersytetu Warszawskiego Jerzy Śliziński. Jego starania o odzyskanie zbiorów wspierał ówczesny dyrektor poznańskiego archiwum Czesław Skopowski.
Część zbiorów, których nie wywieźli Niemcy, trafiła w ręce prywatne, a 1490 pozycji do Biblioteki PAN w Kórniku. Wśród nich znalazło się kilka wydań Biblii (z najstarszą pochodzącą z 1482 r.), czeski kancjonał z 1615 roku wydrukowany w Kralicach i ponad 200 rozpraw teologicznych, będących komentarzami do poszczególnych ksiąg biblijnych. Muzeum Okręgowe w Lesznie posiada z tej kolekcji 4 starodruki i kilkadziesiąt książek z XIX wieku.
Archiwum w Poznaniu podzieliło odzyskane zbiory na materiały archiwalne i biblioteczne. Archiwalia uporządkowano i zinwentaryzowano, a w 1977 roku udostępniono ich inwentarz. Do 2644 jednostek przywiezionych z NRD dołączono 1150 jednostek akt gmin ewangelicko-unijnych i metryki. Cały Zespół Akt Braci Czeskich zajmuje 17 metrów bieżących. Oprócz dokumentacji aktowej w jego skład wchodzą dokumenty pergaminowe i papierowe. Są to:  „92 dokumenty przywiezione z Czech, korespondencja z lat 1557-1828, rękopisy, traktaty i opracowania informujące o działalności senioratu kościoła, akta gmin wyznaniowych, spuścizny wybitnych przedstawicieli z XVII-XVIII w., spisy akt i repertoria”. Zbiór archiwalny jest udostępniany na mikrofilmach. Zostały one zeskanowane i są dostępne w zbiorach Wielkopolskiej Biblioteki Cyfrowej.  

### Zbiory biblioteczne
Zbiory biblioteczne przywiezione do Archiwum w Poznaniu z Herrnhut nie były udostępniane, ponieważ nie zostały opracowane. Gdy w latach 2011–2016 Michał Janeczek (z pomocą Magdaleny Stanek) opracowywał katalog książek, odnalazł materiały drukowane również w części z materiałami archiwalnymi. Część zbiorów ma pieczęci z napisem Bibliothek der St. Johanniskirche Lissa i.P, na innych znajdują się naklejki z napisem wykonanym przez pracowników Evangelische Brüder-Unität. Ponieważ w 1933 roku pastor Wilhelm Bickerich opracował katalog biblioteki kościelnej, można stwierdzić, że w zbiorze przechowywanym w archiwum odnaleziono 970 dzieł z tamtej kolekcji.
Prace przy opracowaniu katalogu objęły również uporządkowanie zbiorów digitalizację unikatowych druków, nadanie sygnatur, opieczętowanie zbiorów bez znaku własności.

## Pamięć Świata
10 marca 2014 roku Polski Komitet Programu Pamięć Świata UNESCO podjął decyzję o podjęciu starań o wpis archiwum i biblioteki Braci czeskich na listę Pamięć Świata.
Decyzję o wpisie podjął Międzynarodowy Komitet Programu UNESCO Pamięć Świata obradujący w dniach 4–6 października 2015 roku w Abu Zabi. Uznano unikalność kolekcji, która wynika z faktu, że jej twórcą jest niewielka protestancka grupa żyjąca w kraju katolickim. Archiwum zachowało się w stanie prawie nienaruszonym, a zbiory trzech instytucji: Archiwum Państwowego w Poznaniu, Biblioteki Raczyńskich w Poznaniu i Biblioteki Kórnickiej nawzajem sią uzupełniają. 